# Parque nacional Nangar
El Parque Nacional Nangar es un parque nacional en Nueva Gales del Sur (Australia), ubicado a 252 km al oeste de Sídney, dentro de la biorregión provisional Laderas del Suroeste.

## Datos
- Área: 94 km²
- Coordenadas: 33°25′32″S 148°30′15″E / -33.42556, 148.50417
- Fecha de creación: 5 de agosto de 1983
- Administración: Servicio Para la Vida Salvaje y los Parques Nacionales de Nueva Gales del Sur
- Categoría IUCN: II

Véase también: Zonas protegidas de Nueva Gales del Sur
- Datos: Q1885989
- Multimedia: Nangar National Park / Q1885989